# محاسبات مربعی

## هویت مربعی ضرب و تقسیم
هویت مربعی ضرب و تقسیم یک هویت ساده و شهودی در ریاضیات مقدماتی است که نشان می‌دهد ترکیب خاصی از ضرب و تقسیم می‌تواند منجر به مربع یک عدد شود. این هویت برای اعداد حقیقی غیرصفر {\displaystyle A} و {\displaystyle B} به‌صورت زیر بیان می‌شود:
{\displaystyle {\frac {A\cdot B}{A\div B}}=B^{2}}

### اثبات
با فرض اینکه {\displaystyle A\neq 0} و {\displaystyle B\neq 0}:
{\displaystyle {\frac {A\cdot B}{A\div B}}={\frac {A\cdot B}{\frac {A}{B}}}=A\cdot B\cdot {\frac {B}{A}}=B^{2}}

### مثال‌ها
- {\displaystyle {\frac {50\cdot 5}{50\div 5}}={\frac {250}{10}}=25=5^{2}}
- {\displaystyle {\frac {60\cdot 6}{60\div 6}}={\frac {360}{10}}=36=6^{2}}
- {\displaystyle {\frac {40\cdot 23}{40\div 23}}={\frac {920}{1.739...}}\approx 529=23^{2}}

### کاربرد واقعی
فرض کنید کارخانه‌ای برای تولید {\displaystyle B} واحد محصول، به {\displaystyle A} واحد انرژی نیاز دارد. در این صورت، رابطهٔ زیر بین کل انرژی مصرف‌شده، نسبت مصرف، و بهره‌وری برقرار است:
{\displaystyle {\frac {A\cdot B}{A\div B}}=B^{2}}
برای مثال، اگر کارخانه‌ای برای تولید ۴ واحد محصول، ۱۰۰ کیلووات ساعت انرژی مصرف کند:
{\displaystyle {\frac {100\cdot 4}{100\div 4}}={\frac {400}{25}}=16=4^{2}}
این می‌تواند در مدلسازی بهینه‌سازی و تحلیل بهره‌وری کاربرد داشته باشد.

### جایگاه آموزشی
این هویت، علی‌رغم سادگی ظاهری، در آموزش مفاهیم پایه‌ای جبر بسیار مفید است. می‌توان از آن برای درک بهتر ترکیب عملیات، تبدیل بین ضرب و تقسیم، و معرفی ساده‌ای به هویت‌های جبری استفاده کرد. این هویت در کتاب‌های درسی کلاسیک به‌طور خاص بیان نشده اما به‌عنوان تمرینی مفید در سطح متوسطه قابل استفاده است.